# Marcel Carné
Marcel Carné (født 18. august 1906 i Paris, død 31. oktober 1996 i Clamart) var en fransk filminstruktør som sammen med den surrealistiske digter Jacques Prévert skabte en række mesterværker i en filmgenre, der kaldes poetisk realisme.
Et højdepunkt er Les Enfants du Paradis fra 1945.

## Udvalgte film
- Jenny (- hos Jenny) (1936)
- Drôle de drame (Et tosset drama) (1936)
- Le Quai des brumes (Tågernes kaj) (1938)
- Hôtel du Nord (1938)
- Le Jour se lève (- og ved daggry)(1939)
- Les Visiteurs du soir (Aftengæsterne) (1942)
- Les Enfants du paradis (Paradisets børn) (1945)
- Les Portes de la nuit (Nattens porte)(1946)
- La Marie du port (Marie fra havnen) (1949)
- Thérèse Raquin (Den farlige cirkel) (1953)
- L'Air de Paris (1954)
- Les Tricheurs (Vildfaren ungdom) (1958)
- Terrain vague (Vi fra gaden) (1960)
- Trois chambres à Manhattan (1965)
- Les Jeunes loups (1968)
- Les Assassins de l'ordre (Lovlige mordere) (1971)
- La Merveilleuse visite (1973)
- La Bible (1976)